# ヴィーノロッソ
ヴィーノロッソ（Vino Rosso）は、アメリカ合衆国の競走馬、種牡馬。主な勝ち鞍は2019年のブリーダーズカップ・クラシック(GI)、ゴールドカップアットサンタアニタステークス(GI)。

## 戦績
2015年3月29日に誕生。翌2016年9月のキーンランド1歳馬セールに上場され、マイク・リポールとヴィンセント・ヴィオラ（名義はSt. Elias）によって41万ドルで落札された。
東海岸の名門トッド・プレッチャー厩舎に入厩。2017年11月にアケダクト競馬場でデビューし、初戦と2戦目の一般競走を連勝する。
3歳シーズン（2018年）はクラシック前哨戦の1つであるウッドメモリアルステークスで重賞初制覇を飾る。しかし、不良馬場で行われたケンタッキーダービーでは同年の三冠馬ジャスティファイから10馬身以上離された9着に終わる。プリークネスステークスをパスして挑んだベルモントステークスではジャスティファイの4着に入った。その後はジムダンディステークス3着、トラヴァーズステークス5着となり、秋以降は休養に充てられた。
4歳シーズン（2019年）は3月に戦列に復帰。シーズン3戦目のゴールドカップアットサンタアニタステークスで1番人気のギフトボックス（Gift Box）を破ってG1初制覇を果たす。次戦のホイットニーステークスではマッキンジーの3着に敗れたが、翌月に年内での現役引退と翌年からのスペンドスリフトファームでの種牡馬入りが発表された。続くジョッキークラブゴールドカップではコードオブオナーとの叩き合いをハナ差制して1位入選を果たしながら、2着に降着となった。
引退レースのブリーダーズカップ・クラシックでは混戦模様の中、マッキンジー、コードオブオナーに次ぐ3番人気で出走。前走からコンビを組んだイラッド・オルティス・ジュニアを背に2着マッキンジーに4馬身1/4差をつける決定的な勝利を挙げ、父カーリンとの親子2代制覇を達成した。同レースの父子制覇はオーサムアゲインとゴーストザッパー以来二組目の快挙であった。そして、この年のエクリプス賞最優秀古牡馬に選出された。

### 競走成績
以下の内容は、Racing PostおよびEquibaseの情報に基づく。
| 出走日         | 競馬場             | 競走名                                     | 格 | 距離      | 着順 | 騎手            | 着差      | 1着（2着）馬          |
| -------------- | ------------------ | ------------------------------------------ | -- | --------- | ---- | --------------- | --------- | --------------------- |
| 2017年11月11日 | アケダクト         | 未勝利                                     |    | ダ7f      | 1着  | J.ヴェラスケス  | 2馬身3/4  | （Point to Remember） |
| 2017年12月22日 | タンパベイダウンズ | アローワンス・オプショナルクレーミング     |    | ダ8f40yds | 1着  | J.ヴェラスケス  | 2馬身1/2  | （Bon Raison）        |
| 2018年02月10日 | タンパベイダウンズ | サム・F・デービスステークス                | G3 | ダ8.5f    | 3着  | J.ヴェラスケス  | 1馬身1/4  | Flameaway             |
| 2018年03月10日 | タンパベイダウンズ | タンパベイダービー                         | G2 | ダ10f     | 4着  | J.ヴェラスケス  | 6馬身     | Quip                  |
| 2018年04月07日 | アケダクト         | ウッドメモリアルステークス                 | G2 | ダ10f     | 1着  | J.ヴェラスケス  | 3馬身     | （Enticed）           |
| 2018年05月05日 | チャーチルダウンズ | ケンタッキーダービー                       | G1 | ダ10f     | 9着  | J.ヴェラスケス  | 10馬身1/2 | Justify               |
| 2018年06月09日 | ベルモントパーク   | ベルモントステークス                       | G1 | ダ12f     | 4着  | J.ヴェラスケス  | 3馬身3/4  | Justify               |
| 2018年07月28日 | サラトガ           | ジムダンディステークス                     | G2 | ダ9f      | 3着  | J.ヴェラスケス  | 1馬身     | Tenfold               |
| 2018年08月25日 | サラトガ           | トラヴァーズステークス                     | G1 | ダ10f     | 5着  | J.ヴェラスケス  | 9馬身     | Catholic Boy          |
| 2019年03月09日 | アケダクト         | スタイミーステークス                       | L  | ダ8f      | 1着  | J.ヴェラスケス  | 3/4馬身   | （Title Ready）       |
| 2019年04月06日 | アケダクト         | カーターハンデキャップ                     | G1 | ダ10f     | 4着  | J.ヴェラスケス  | 2馬身1/4  | （World Of Trouble）  |
| 2019年05月27日 | サンタアニタ       | ゴールドカップアットサンタアニタステークス | G1 | ダ10f     | 1着  | J.ヴェラスケス  | 1馬身1/2  | （Gift Box）          |
| 2019年08月03日 | サラトガ           | ホイットニーステークス                     | G1 | ダ9f      | 3着  | J.ヴェラスケス  | 6馬身1/2  | McKinzie              |
| 2019年09月28日 | ベルモントパーク   | ジョッキークラブゴールドカップステークス   | G1 | ダ10f     | 2着  | I.オルティスJr. | 降着      | Code of Honor         |
| 2019年11月02日 | サンタアニタ       | ブリーダーズカップ・クラシック             | G1 | ダ10f     | 1着  | I.オルティスJr. | 4馬身1/4  | （McKinzie）          |

1. ↑  1位入線

## 種牡馬時代
2020年からスペンドスリフトファームで種牡馬入りする。初年度の種付け料は3万ドルに設定された。
同年よりオーストラリアでもシャトル供用されている。

## 血統表
| ヴィーノロッソの血統        | ヴィーノロッソの血統                                   | ヴィーノロッソの血統                                   | （血統表の出典）                                       | （血統表の出典） |
| 父系                        | ミスタープロスペクター系                               | ミスタープロスペクター系                               | ミスタープロスペクター系                               | [ § 2 ]          |
| 父 Curlin 2004 栗毛         | 父の父Smart Strike 1992 鹿毛                           | Mr. Prospector                                         | Raise a Native                                         | Raise a Native   |
| 父 Curlin 2004 栗毛         | 父の父Smart Strike 1992 鹿毛                           | Mr. Prospector                                         | Gold Digger                                            |                  |
| 父 Curlin 2004 栗毛         | 父の父Smart Strike 1992 鹿毛                           | Classy 'n Smart                                        | Smarten                                                | Smarten          |
| 父 Curlin 2004 栗毛         | 父の父Smart Strike 1992 鹿毛                           | Classy 'n Smart                                        | No Class                                               |                  |
| 父 Curlin 2004 栗毛         | 父の母Sherriff's Deputy 1994 鹿毛                      | Deputy Minister                                        | Vice Regent                                            | Vice Regent      |
| 父 Curlin 2004 栗毛         | 父の母Sherriff's Deputy 1994 鹿毛                      | Deputy Minister                                        | Mint Copy                                              |                  |
| 父 Curlin 2004 栗毛         | 父の母Sherriff's Deputy 1994 鹿毛                      | Barbarika                                              | Bates Motel                                            | Bates Motel      |
| 父 Curlin 2004 栗毛         | 父の母Sherriff's Deputy 1994 鹿毛                      | Barbarika                                              | War Exchange                                           |                  |
| 母 Mythical Bride 2008 栗毛 | 母の父Street Cry 1998 黒鹿毛                           | Machiavellian                                          | Mr.Prospector                                          | Mr.Prospector    |
| 母 Mythical Bride 2008 栗毛 | 母の父Street Cry 1998 黒鹿毛                           | Machiavellian                                          | Coup de Folie                                          |                  |
| 母 Mythical Bride 2008 栗毛 | 母の父Street Cry 1998 黒鹿毛                           | Helen Street                                           | Troy                                                   | Troy             |
| 母 Mythical Bride 2008 栗毛 | 母の父Street Cry 1998 黒鹿毛                           | Helen Street                                           | Waterway                                               |                  |
| 母 Mythical Bride 2008 栗毛 | 母の母Flaming Heart 2001 鹿毛                          | Touch Gold                                             | Deputy Minister                                        | Deputy Minister  |
| 母 Mythical Bride 2008 栗毛 | 母の母Flaming Heart 2001 鹿毛                          | Touch Gold                                             | Passing Mood                                           |                  |
| 母 Mythical Bride 2008 栗毛 | 母の母Flaming Heart 2001 鹿毛                          | Hot Lear                                               | Lear Fan                                               | Lear Fan         |
| 母 Mythical Bride 2008 栗毛 | 母の母Flaming Heart 2001 鹿毛                          | Hot Lear                                               | Medicine Woman                                         |                  |
| 母系(F-No.)                 | (FN:2-f)                                               | (FN:2-f)                                               | (FN:2-f)                                               | [ § 3 ]          |
| 5代内の近親交配             | Mr.Prospector 3×4＝18.75%、Deputy Minister 3×4＝18.75% | Mr.Prospector 3×4＝18.75%、Deputy Minister 3×4＝18.75% | Mr.Prospector 3×4＝18.75%、Deputy Minister 3×4＝18.75% | [ § 4 ]          |
| 出典                        | 1. 2. 3. 4.                                            | 1. 2. 3. 4.                                            | 1. 2. 3. 4.                                            | 1. 2. 3. 4.      |

- 母の半弟にベルモントステークス2着のコミッショナー（Commissioner）、ブリーダーズカップ・スプリント2着のラフトラック（Laugh Track）がいる[9]。